# 岡山県精神科医療センター
地方独立行政法人岡山県精神科医療センター（おかやまけんせいしんかいりょうセンター）は、岡山県岡山市北区鹿田本町の県立精神科病院。2007年に地方独立行政法人による運営となった。岡山市役所や岡山大学病院も近く、精神科病院としては理想的な立地となっている。旧岡山県立岡山病院（おかやまけんりつおかやまびょういん）。

## 概要
- 設置者　地方独立行政法人岡山県精神科医療センター
- 理事長　中島豊爾（なかしま とよじ）
- 開設日　1957年（昭和32年）4月
- 所在地　岡山県岡山市北区鹿田本町3-16
- 病床数　252床
- 職員数　349名（医師：37名、看護師：207名、医療技術者：76名、事務：24名、その他：5名）
- 指定　　応急入院指定病院、精神科救急医療施設、精神科専門医研修指定病院、臨床研修指定病院

民間の精神科病院や大規模病院の精神科では対応が困難（事実上、不可能）な精神科救急にも対応する。また、県内の精神科病院の空きベッド情報を集約しており、患者や家族の都合の良い病院を紹介できる。
独自の家族会がある。

## 診療科
- 精神科
- 児童精神科

## 沿革
- 1957年（昭和32年）　岡山県によって設立。
- 2007年（平成19年）　岡山県精神科医療センターに改称。地方独立行政法人化。前年より続いた改築が終了。アメニティの向上と若干の増床。

## 認定・指定
- 医療観察法に基づく指定入院医療機関
- 岡山県依存症治療拠点機関
- 子どもの心の診療拠点病院

## 交通アクセス
- 西日本旅客鉄道（JR西日本）宇野線（宇野みなと線・瀬戸大橋線）大元駅から徒歩約7分。
- 岡山駅からバス（岡電バス・両備バス・下電バス）

6・7・10・14番のりばから、「精神科医療センター西」「水道局前」「岡山病院前」のいずれかで下車。
- 自家用車

大供交差点を南へ進み、水道局前交差点を青江方面へ300m。

## 周辺
- 岡山市役所
- 岡山市北区役所
- 岡山市消防局北消防署
- 岡山大学病院
- イオンモール岡山
- 山陽新聞社
- テレビせとうち
- 瀬戸内海放送岡山本社

## 都道府県立の精神科病院
戦後、精神衛生法によって、都道府県に精神科病院の設置が義務付けられたが、これには抜け穴があり、民間の精神科病院に業務を委託することができた。このため、多くの都道府県が精神科病院を設置しない状況が長く続いていた。それらの中にあって、岡山県の設置は比較的に早いと言える。
もちろん、戦前の日本でも、精神科病院がなかったわけではない。（当時は、癲狂院、脳病院と呼ばれた）しかし、精神病患者が出たことを周囲に知られることを嫌って、座敷牢に閉じ込めたり、宗教施設に収容したりする事案が後を絶たなかったため、中立な立場の信頼できる施設が要望されており、また、地域の精神科病院の情報を集約する機関も望まれていたことから、それらの役割を持たせた都道府県立精神科病院の整備が企画されたと思われる。（当時の宗教施設へ収容することが必ずしも悪いわけではない。比較的軽度のうつ病であれば、環境を変えて生活するだけで病状が改善することも多い。しかし、重症のうつ病や統合失調症では改善が見られることは少ない）
日本で最初の公立精神科病院であり、もっとも有名な精神科病院でもある都立松沢病院は事情が異なる。設立のきっかけも、外国要人に精神科病院の整備が出来ていないと指摘されて、当時の監督官庁であった内務省は、治安維持を狙って許可したとも思われる。 また、東大病院精神科教室が松沢病院内に作られ、その教授が院長を兼ねた時代もあった。（現在でも東大出身者は多い）
なお、欧米では、そもそもほとんどの精神科病院が公立だが、日本ではほとんどが民間経営。しかし、向精神薬の開発が進み、多くの患者は入院する必要がなくなってきたことと、健康保険の制度が変り、長期入院は減額されるようになったため、民間の精神科病院は特別養護老人ホームなどに移行しつつある。